# Glória (metropolitana di Rio de Janeiro)
Glória è una stazione della linea 1 e 2 della metropolitana di Rio de Janeiro.

## Storia
La stazione fu attivata il 5 marzo 1979 con l'apertura del primo segmento della linea 1.

## Interscambi
Nelle vicinanze della stazione effettuano fermata diverse linee di autobus urbani.
- Fermata autobus